# HIM
A HIM egy finn rockbanda, három zenész - Ville Valo vokalista, Mikko Lindström gitáros és Mikko Paananen basszusgitáros alapította 1991-ben.
Ezidáig hét nagylemezük jelent meg. 2008-ig ők az egyetlen finn rockbanda, akik az USA-ban aranylemezt értek el az eladásaikkal.
A zenekar a szerelem és a halál témáit elegyíti dalszövegeiben, hangszerelésükre pedig a heavy metal jellegű gitárstílus jellemző. Innen származik ennek a sajátos zenei stílusnak a neve is: Love metal.
A zenekar neve eredetileg a 'His Infernal Majesty' (Ő Pokoli Fensége) kifejezés szavainak kezdőbetűiből összeállított mozaikszó, de ezt a megjelölést hamar elhagyták, mert sátánistáknak vélték őket. Azóta a csapat egyszerűen HIM-ként szerepel, bár a régi név a mai napig félreértések forrása.

## Történet
A zenekar első kislemezét 1996-ban adta ki 666 Ways To Love: Prologue címmel, amely tartalmazza az egyetlen publikus fényképet Valo édesanyjáról, Anitáról. Mire az együttes kiadta a Chris Isaak-feldolgozás Wicked Game című dalt, már Finnország-szerte ismertek voltak. 1997-ben, mikor megjelent első albumuk, a Greatest Lovesongs Vol. 666, hosszú skandináv turnéra indultak.
A második album, melyet Wales-ben vettek fel, 2000-ben jelent meg, és a Razorblade Romance címet kapta. A lemez, és az arról kimásolt Join Me In Death című dal hatalmas sikert aratott egész Európában. A fent említett dal a The 13th Floor címet viselő science fiction film európai változatának betétdala lett, ami csak növelte az együttes népszerűségét (egy ideig elfoglalták a német toplista első helyét is).
Ez az album néhány amerikai boltban is megjelent, de az együttesnek itt nem volt joga a HIM név használatához, mert ennek jogait egy másik zenekar birtokolta. Emiatt egy időre kénytelenek voltak felvenni a még le nem védett HER nevet, de ez a csere csak Amerikában, és csak ennek az albumnak a promóciója során valósult meg. Később aztán sikerült megvásárolni a jogokat a HIM név használatára, így a soron következő lemezeket már gond nélkül kiadhatták ezen a néven.
2003-ban látott napvilágot a harmadik, Deep Shadows And Brillant Highlights névre keresztelt album.
A felvételek után a csapat három tagja, Linde, Ville és Migé Amour megalapították a Daniel Lioneye nevű rock'n'roll-együttest.
A negyedik lemez, a Love Metal 2003-ban született meg, és ezt már az amerikai média (Kerrang és Rolling Stone-magazinok) is felkapta. Ennek köszönhetően a HIM 2004 februárjától egy éven keresztül turnézott az USA-ban.
A következő album, a Dark Light 2005. szeptember 26-án került az üzletekbe. A csapat menedzsere Seppo Vesterinen, aki mellesleg a The Rasmus ügyeit is intézi, de dolgozott a Hanoi Rocks-szal, a 80-as évek nemzetközileg legsikeresebb finn glam rock együttesével is.
Hatodik nagylemezük, a Venus Doom Németországban 2007. szeptember 14-én, világszerte 2007. szeptember 17-én, az USA-ban 2007. szeptember 18-án jelent meg. A "Give It A Name Festival '07"-n a HIM már eljátszotta a "Dead Lovers' Lane" című dalt a Venus Doom-ról, e szám videóklipje pedig már elérhető a YouTube-on.
Új DVD-jük "Digital Versatile Doom" címmel jelent meg 2008-ban.
Hetedik nagylemezük Screamworks: Love in Theory and Practice 2010. február 8-án jelent meg, az USA-ban február 9-én, Japánban február 10-én, Németországban február 12-én.

## A heartagram
A HIM manapság sajátos szimbólumáról, a heartagramról is ismert. Ezt a jelet maga Ville találta ki, egy szív és egy pentagramma egyesítésével, ami az élet és a halál, valamint a szerelem és gyűlölet kontrasztját hivatott szimbolizálni. A HIM és a heartagram gyakran jelenik meg különböző show-műsorokban, mint például a Viva La Bam-show-ban, valamint Bam Margera CKY-videóiban, ahol gyakran a HIM dalaiból veszik az aláfestőzenéket.

## Diszkográfia
- 1996: 666 Ways To Love EP
- 1997: Greatest Love Songs, Vol. 666
- 1999: Razorblade Romance
- 2002: Deep Shadows and Brilliant Highlights
- 2003: Love Metal
- 2004: And Love Said No 1997-2004
- 2004: 3 CD Boxset
- 2005: Dark Light
- 2007: Venus Doom
- 2008: Digital Versatile Doom CD/DVD
- 2010: Screamworks: Love in Theory and Practice
- 2013: Tears On Tape

## Tagok

### Jelenlegi tagok
- Ville Valo – ének (1991–napjainkig)
- Mikko "Linde" Lindström – gitár (1991–napjainkig)
- Mikko "Migé" Paananen – basszusgitár (1991–napjainkig)
- Mika "Gas Lipstick" Karppinen – dobok (1999–2015)
- Janne "Burton" Puurtinen – billentyűs hangszerek (2001–napjainkig)

### Korábbi tagok
- Antto Melasniemi – billentyűs hangszerek (1994-1998)
- Zoltan Pluto – billentyűs hangszerek (1998-2000)
- Juhana Rantala (Pätkä) – dobok, (1994-1999)